# Pluméliau-Bieuzy
Pluméliau-Bieuzy ist eine französische Gemeinde mit 4.535 Einwohnern (Stand: 1. Januar 2022) im Département Morbihan in der Region Bretagne. Sie gehört zum Arrondissement Pontivy und zum Kanton Pontivy.
Sie entstand als Commune nouvelle mit Wirkung vom 1. Januar 2019 durch die Zusammenlegung der bisherigen Gemeinden Pluméliau und Bieuzy, von denen in der neuen Gemeinde lediglich Bieuzy den Status einer Commune déléguée hat. Der Verwaltungssitz befindet sich im Ort Pluméliau.

## Gliederung
| Ortsteil                                             | ehemaliger INSEE-Code | Fläche (km²) | Einwohnerzahl zum 1. Januar 2018 |
| ---------------------------------------------------- | --------------------- | ------------ | -------------------------------- |
| Pluméliau (Verwaltungssitz) keine Commune déléguée ! | 56173                 | 67,72        | 3587                             |
| Bieuzy                                               | 56016                 | 18,98        | 0776                             |